# Ryujin (banda)
Ryujin (antes conocidos como Suicide Heaven y Gyze) son una banda de metal surgida en la isla de Hokkaido, Japón. Debido a su procedencia del extremo norte de Japón, sus integrantes definen su estilo como Northern Nostalgic Metal.
El trío de metal está formado por Ryoji Shinomoto (guitarra/voz/compositor), Shuji Shinomoto (batería) y Aruta Watanabe (bajo/voz). A principios de 2019, se anunció la incorporación de Shinkai como un segundo guitarrista, mientras que el baterista Shuji cesó temporalmente sus actividades, siendo sustituido mientras tanto por el baterista de sesión Han-nya hasta su reincorporación en 2020.
Bajo el nombre Suicide Heaven se han editado dos maquetas. A partir de 2011 pasaron a llamarse Gyze (pronunciado Gi-ze) y bajo ese nombre se editaron cuatro discos de estudio, dos discos en directo y tres EPs de edición limitada. Durante dicha época también se obtuvo renombre mundial. 
El 31 de enero de 2023. El grupo pasa a llamarse Ryujin, basándose en el dios dragón mitológico japonés del mismo nombre. Paralelamente a ello se anuncia un contrato discográfico mundial con Napalm Records y que Matt Heafy de Trivium había accedido a ser el mánager y productor del grupo. El 13 de septiembre de 2023, anuncian su primer disco de estudio bajo el nuevo nombre, también denominado Ryujin. Dicho disco vería la luz el 12 de septiembre de 2024. 

## Miembros

### Actuales
- Ryoji Shinomoto - voz, guitarras, composición (2009-presente)
- Shinkai - guitarras, programación (2019-presente)
- Aruta Watanabe - bajo y voz (2013-presente)
- Shuji Shinomoto - batería (2009-2019, 2020-presente)

### Pasados
- Shogo - bajo y voz (2009-2013)
- Han-nya - batería (2019-2020)

## Discografía

### Como Suicide Heaven (2009 - 2011)
- Wyvern (Maqueta) - 2009
- ...Future Ages (Maqueta) - 2010

### Como Gyze (2011 - 2023)
- Without Hesitation (EP) - 2011
- Fascinating Violence (Disco de estudio) - 2013
- ...Future Ages (Memorial Edition) (EP) - 2014
- Black Bride (Disco de Estudio) - 2015
- 氷龍 - Europe Tour 2017 (Disco en directo) - 2017
- Northern Hell Song (Disco de estudio) - 2017
- Asian Chaos (Disco de estudio) - 2019
- Alive - Chaos in Hokkaido (Disco en directo) - 2020
- Oriental Symphony (EP) - 2021

### Como Ryujin (2023 - presente)
- Raijin & Fujin (Sencillo) - 2023
- Ryujin (Disco de estudio) - 2024